# Leopold Jožef Petazzi
Grof Leopold Jožef Hanibal Petazzi,  * 18. julija 1703,  Dunaj, † 28. novembra 1772, Ljubljana, je bil devetnajsti ljubljanski škof.

## Izvor in kariera
Izhajal je iz vojaško trgovske plemiške rodbine Petač (italijansko Petazzi), ki je imela v 17. in 18. stoletju v lasti precejšen del Krasa. Njihov sedež je bil na gradu Švarcenek ali Završnik (nemško Schwarzeneg, v starih listinah tudi Sworznech), po katerem so se imenovali tudi Završniški ali Švarcneški. Njegova starša sta bila državni grof Adelm Anton Petazzi (Petač) in Ana Marija grofica Schrattenbach. Njegova krstna botra sta bila cesar Leopold I. (1656 – 1705) in cesarica Eleonora Magdalena. 
Teologijo je študiral na Univerzi na Dunaju in v Padovi, kjer je leta 1727 doktoriral. Duhovniški poklic je pričel v  Senju, kjer je bil v mašnika posvečen 7. julija 1726. Prosil je za premestitev v slovensko okolje – na družinsko posest na Krasu za župnika v Košani, kasneje pa je prosil za Krško, vendar njegove prošnje niso bile uslišane.  V Senju je prevzel mesto generalnega vikarja v senjsko-modruški škofiji. Čez štiri leta mu je uspelo, da ga je cesar Karel VI. Imenoval na mesto stolnega kanonika in stolnega dekana v Ljubljani. To mesto je prevzel 2. februarja 1731 in ga opravljal do leta 1740, ko je bil imenovan za tržaškega škofa. V času službovanja v Ljubljani je bill eta 1734 imenovan tudi za gorenjskega arhidiakona v okviru oglejskega patriarhata. Leta 1740 je postal član kranjskega deželnega zbora.

## Tržaški škof
27. avgusta 1740 ga je cesarica Marija Terezija imenovala za tržaškega škofa. Posvetitev v škofa je dobil v Ljubljani. Posvetil ga je sorodnik, ljubljanski škof Sigmund Feliks grof Schrattenbach dne 8. januarja 1741. Cesarica ga je imenovala tudi za dvornega svetnika. Tudi po nastopu škofovske službe je zadržal funkcijo arhidiakona za Gorenjsko, in sicer izjemoma na zahtevo cesarice.  Ker pa bi funkcijo vseeno težko opravljal, je za svojega namestnika imenoval moravškega župnika Andreja Ferdinanda barona Wernegkha. 
V času svojega škofovanja v Trstu je poskušal neuspešno uvesti določene upravne škofijske reorganizacije, prav tako mu ni uspelo ustanoviti bogoslovno semenišče v Trstu. Je pa prišlo do sprememb v soseščini ko je bill eta 1749 v Gorici ustanovljen apostolski vikariat za avstrijski del oglejskega patriarhata, ki je sicer bil ukinjen čez dve leti. Ustanovljeni sta bili nadškofiji v Gorici in Vidmu, in škof Petazzi je postal sufragan goriškega nadškofa. Uspešen je bil le v preprečitvi ustanovitve grške pravoslavne škofije v Trstu. 
V državnih in cerkvenih oblasteh je prišlo do tenzij in nasprotovanj intenci po podreditvi ljubljanske škofije goriški nadškofiji. Ljubljanski škofovski sedež je po smrti škofa Ernesta Amadeja Tomaža grofa Attemsa konec leta 1757 ostal daljši čas nezaseden. Goriški nadškof Karel Mihael grof Attems, ki je sicer nasprotoval podreditvi Ljubljane Gorici, je cesarici predlagal, da za novega ljubljanskega škofa imenuje svojega sufragana škofa Petazzija. Cesarica je predlog sprejela in za novega ljubljanskega knezoškofa jeseni 1760 imenovala Petazzija, kar je potrdil tudi papež Klemen XIII..  Umeščen je bil 25. januarja 1761.

## Ljubljanski škof
Škof Petazzi je bil ob vrnitvi v Ljubljano že star in bolan. V svoji funkciji je organiziral dve sinodi, zmanjkalo pa mu je moči za vizitacije celotne škofije. Tako je svoje duhovnike po župnijah spoznaval na sinodah, v zelo dobrih odnosih je bil tudi z redovniki. Leta 1762 je zaradi bolezni zaprosil za pomožnega škofa. Aprila leta 1763 je cesarica imenovala passauskega pomožnega škofa Filipa Wiricha grofa Dauna za pomožnega škofa v Ljubljani s pravico nasledstva (koadjutorja). Vendar je slednji še pred papeževo potrditvijo umrl. Škof Petazzi je vedno bolj pešal in slabel. Šele leta 1769 je bil na dunajskem dvoru dobro zapisani Karel Janez grof Herberstein imenovan za ljubljanskega pomožnega škofa s pravico nasledstva. Tako se je zadostilo zahtevi cerkvenega prava, da mora biti škofijski koadjutor tudi sam škof. Herberstein je obenem s koadjuturo 20. novembra 1769 prejel še naslov škofa v severnonemškem mestecu Minden. Novo funkcijo je začel opravljati šele poleti 1770.  
Koadjutorske pozicije pa si Herberstein ni mogel utrditi, čeravno je bila v ljubljanski stolnici javno prečitana papeška bula o njegovih pravicah. Ko je Herberstein prispel v Ljubljano mu škof Petazzi ni nehal na Dunaj izražati svojega veselja nad njegovim imenovanjem in njegovo vnemo, a v resnici se je navkljub bolezni in potrebi ljubosumno oklepal svojih pravic, zavračal vsak predlog, da bi naklonil Herbersteinu kak beneficij ali tudi samo stanovanje in hrano v dvorcu. Škofijo je skušal še naprej upravljati brez koadjutorja. Med vplivnimi duhovniki škofove okolice je našel Herberstein sicer mnogo plemičev, a po vsej priliki malo somišljenikov.  (Kanoniki so bili ob Herbersteinovem prihodu 1770 sami plemiči).
Ko je škof  Petazzi 28. novembra 1772 umrl, Herbersteinu ni bila potrebna nova umestitev (5. decembra je dobil škofijo formalno v posest ter bil instaliran; na obvestilo o spremembi so mu odgovorili z Dunaja 9. decembra 1772, iz Rima 3. februarja 1773).